# Gallup

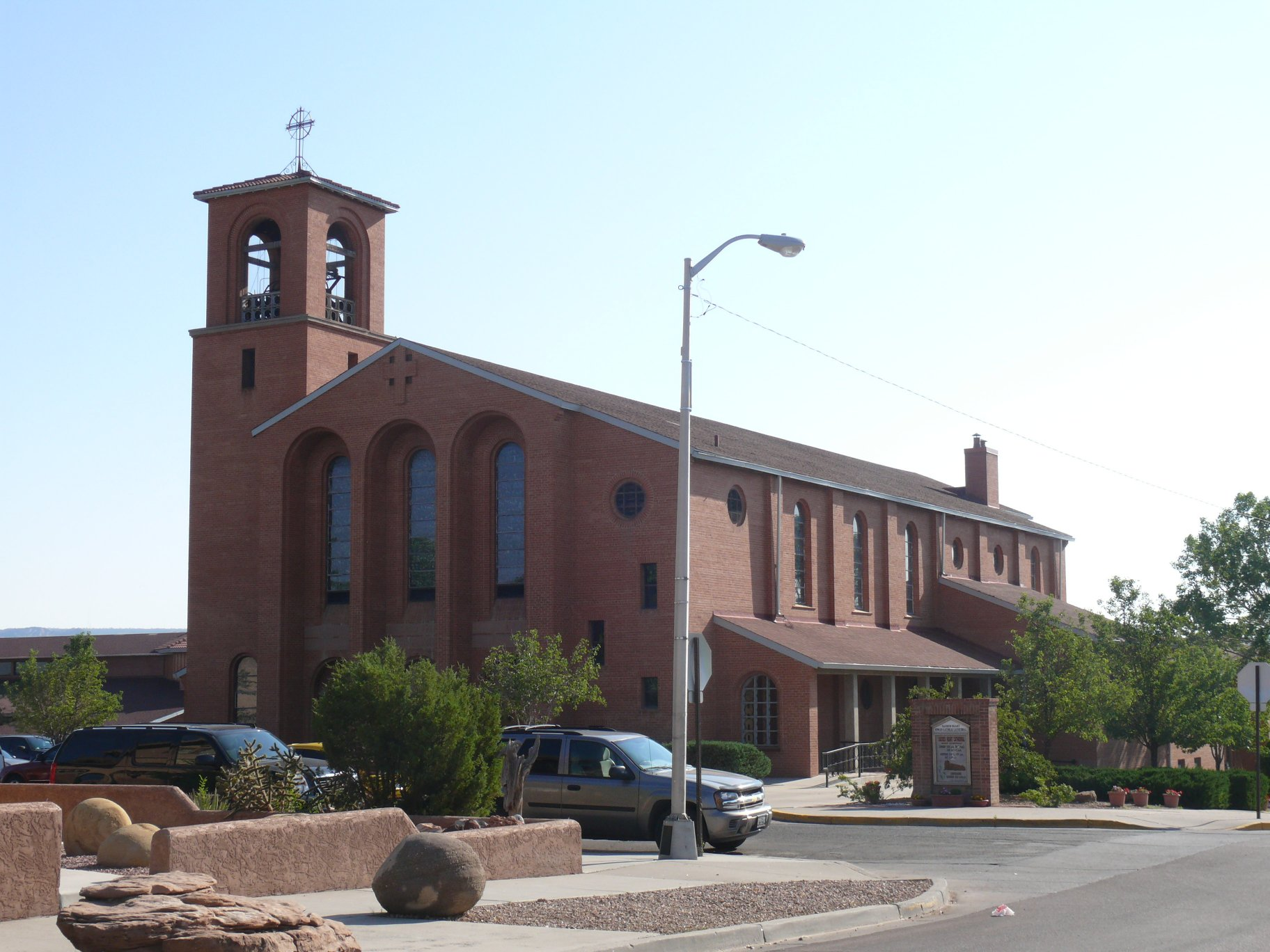
miejska Katedra

Gallup – miasto w Stanach Zjednoczonych, w zachodniej części stanu Nowy Meksyk, w hrabstwie McKinley.

## Historia
Miasto powstało w 1881 roku a swoje istnienie zawdzięcza rozwojowi kolejnictwa, gdyż datuje się od wybudowania linii kolejowej Atlantic and Pacific Railroad, która w 1880 roku wkroczyła na tereny Nowego Meksyku a Gallup zostało wybrane na siedzibę główną budowy. Nazwa miasta pochodzi od nazwiska Davida L. Gallupa, płatnika firmy.

## Ludność
Większość mieszkańców miasta tj. ok. 43% stanowią rdzenni amerykanie. Gallup jest czasami nazywane "indiańską stolicą świata", ponieważ znajduje się w sercu ziem indiańskich, gdzie jedna trzecia mieszkańców pochodzi od plemion Navajo, Zuni, Hopi i innych. W latach 30. Papież Pius XII wybrał miasto na stolicę nowej diecezji, która obejmuje północno-zachodnie tereny stanu Nowy Meksyk i dwa hrabstwa stanu Arizona (Nawajo i Apache).
Przez miasto przechodzi historyczna droga Route 66, wiodąca z Chicago do Los Angeles.
Miasto leży w strefie subtropikalnego klimatu stepowego, z gorącym latem, należącego według klasyfikacji Köppena do strefy BSk. Średnia roczna temperatura ze względu na wysokość n.p.m. nie jest wysoka i wynosi 9,3 °C, a opady 327,7 mm (ze sporadycznymi opadami śniegu, głównie w grudniu)